# Vladimir Kokovcov
Vladimir Nikolajevič Kokovcov (rusky Владимир Николаевич Коковцов; 18. dubnajul./ 30. dubna 1853greg., Gorna-Pogrovskoje, Ruské impérium – 29. ledna 1943, Paříž, Francie) byl ruský politik, v letech 1911 - 1914 premiér Ruského impéria.

## Životopis
Vladimir Kokovcov se narodil v rodině zemského magnáta. V roce 1872 ukončil studium na Alexandrovském lyceu v Carském Selu, v letech 1873 - 1879 působil na ministerstvu spravedlnosti.
Od roku 1896 byl Kokovcov náměstkem ministra financí. V letech 1902 - 1904 byl státním sekretářem. V letech 1904 – 1914 byl s přestávkami ministrem financí.
Po zavraždění premiéra Stolypina roku 1911 byl předsedou rady ministrů. Nebyl velkým zastáncem cara Mikuláše II. a jeho vedení armády, měl také konflikty s Dumou. Zachovával negativní postoj i k Rasputinovi. Roku 1914 byl odvolán.
Roku 1917 podporoval únorovou revoluci. Roku 1918 emigroval. Usídlil se ve Francii, kde také zemřel. Byl pochován na ruském hřbitově v Sainte-Geneviève-des-Bois.